# The Miz
Michael Gregory Mizanin (ur. 8 października 1980 w Parmie) – amerykański wrestler, gwiazda reality show i aktor. Obecnie występuje w federacji WWE w brandzie RAW pod pseudonimem ringowym The Miz.
Mizanin po raz pierwszy osiągnął popularność jako członek obsady The Real World: Back to New York (2001) emitowanego przez MTV, a także jego następcy Real World/Road Rules Challenge. Wziął udział w czwartym sezonie WWE Tough Enough, w którym uczestnicy walczyli o możliwość podpisania kontraktu z WWE; zdobył drugie miejsce. Mizanin trenował i występował w federacjach niezależnych i szkółkach takich jak Ultimate Pro Wrestling (UPW), Deep South Wrestling (DSW) i Ohio Valley Wrestling (OVW).
W 2006 został wybrany prowadzącym corocznego konkursu WWE Diva Search, zaś pod koniec roku zaczął walczyć w głównym rosterze federacji. Rok później został przeniesiony do brandu ECW, w którym uformował drużynę z Johnem Morrisonem, z którym zdobył WWE Tag Team Championship, World Tag Team Championship oraz statuetki Slammy Awards za drużynę roku 2008. Po przeniesieniu do rosteru Raw dwukrotnie zdobył WWE United States Championship, raz zunifikowane tytuły tag-team oraz walizkę Money in the Bank. Po wykorzystaniu walizki w listopadzie 2010 stał się posiadaczem WWE Championship. Wystąpił w walce wieczoru WrestleManii XXVII, gdzie skutecznie obronił mistrzostwo w walce z Johnem Ceną. W karierze zdobył również osiem razy WWE Intercontinental Championship, dzięki czemu stał się dwudziestym piątym Triple Crown Championem i piątym Grand Slam Championem.

## Wczesne życie
Michael Mizanin urodził się i wychowywał w Parmie w Ohio, gdzie uczęszczał do Normandy High School i był kapitanem drużyn koszykarskich. Oprócz tego był członkiem samorządu studenckiego. Uczęszczał do Miami University, w którym był członkiem bractwa studenckiego Theta Chi. Studiował biznes w Richard T. Farmer School of Business, po czym dołączył do składu reality show „The Real World” (2001).

## Kariera w telewizji
Mizanin porzucił naukę w college'u i wziął udział w dziesiątym sezonie (2001) reality show pt. The Real World. Pojawił się w jego następcy, Real World/Road Rules Challenge (w którym wystąpili uczestnicy Road Rules i The Real World), a także Battle of the Seasons, The Gauntlet, The Inferno, Battle of the Sexes 2 i The Inferno 2. Nie licząc Battle of the Sexes 2, Mizanin przetrwał wszystkie wyzwania, między innymi wygrywając sezony Battle of the Seasons i The Inferno 2.
Po siedmioletniej przerwie od występów w The Real World/Road Rules Challenge, Mizanin powrócił do reality show 4 kwietnia 2012 jako prowadzący finału sezonu The Battle of the Exes. Był to pierwszy raz, w którym The Miz pojawił się w serii już jako gwiazda WWE. Podczas kręcenia odcinków The Real World przed debiutem w WWE, Mizanin przedstawił swoje alter ego „The Miz”. Wykreował postać wkurzonego i aroganckiego mężczyzny twierdząc, że taka postać będzie idealnie pasować w profesjonalnym wrestlingu.
W 2004 pojawił się w reality show Battle of the Network Reality Stars, gdzie jego drużyna ukończyła rywalizację na drugim miejscu. Mizanin był uczestnikiem specjalnego odcinka show Nieustraszeni. Jego partnerką i byłą dziewczyną była Trishelle Cannatella, z którą wygrał dwie konkurencje. W kwietniu 2007 pojawił się w teleturnieju Identity, gdzie uczestnik John Kim miał poprawnie zidentyfikować wrestlera. W 2008 gościnnie pojawił się w serialu Ghost Hunters Live. Rok później wystąpił w dwóch odcinkach amerykańskiego teleturnieju Czy jesteś mądrzejszy od 5-klasisty?. Wystąpił w odcinku programu Destroy Build Destroy z 3 marca 2010. 5 października 2011 wystąpił w odcinku. 31 marca 2012, Miz przegrał z Big Showem o miano pierwszego „Slime Wrestling World Championa” podczas ceremonii Nickelodeon Kids’ Choice Awards. Tego samego roku pojawił się w jednym odcinku serialu Para królów emitowanym na Disney XD.

## Kariera profesjonalnego wrestlera

### Ultimate Pro Wrestling (2003)
W celu pozostania profesjonalnym wrestlerem, Mizanin dołączył do federacji Ultimate Pro Wrestling (UPW), dzięki czemu umożliwiono mu treningi w szkółce Ultimate University. Zadebiutował w ringu w 2003 jako The Miz. Tego samego roku, Miz wziął udział w turnieju UPW Mat War’s, gdzie w finale przegrał z Tonym Stradlinem.

### World Wrestling Entertainment / WWE

#### Tough Enoughi występy w rozwojówkach (2004–2006)

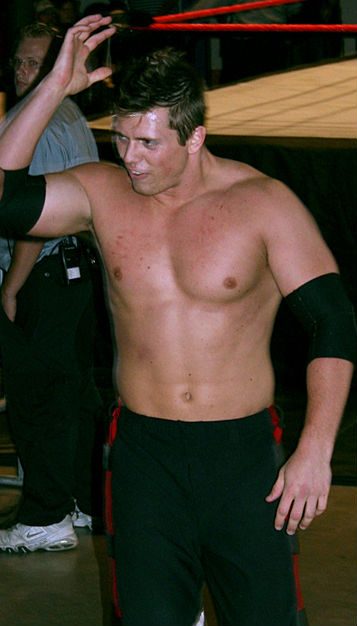
The Miz zadebiutował w WWE jako członek programu Tough Enough

W październiku 2004, Mike Mizanin wziął udział w czwartym sezonie programu Tough Enough, w którym zwycięzca otrzymywał kontrakt z federacją World Wrestling Entertainment (WWE) oraz milion dolarów. Pomimo przegrania w siłowaniu się na rękę, Mizanin dotarł do finałowej szóstki. Na gali pay-per-view Armageddon, Mizanin zawalczył z resztą uczestników w „Dixie Dogfight” (boxing matchu). Żaden z uczestników nie znokautował rywala, wskutek czego wyzwanie wygrał Daniel Puder ze względu na reakcję publiki. 16 grudnia 2004 podczas odcinka tygodniówki SmackDown!, Puder został ogłoszony zwycięzcą czwartego sezonu Tough Enoigh.
Pomimo przegranej w Tough Enough, WWE zainteresowało się Mizaninem i ostatecznie otrzymał kontrakt rozwojowy z federacją. Został wysłany na treningi do federacji rozwojowej Deep South Wrestling (DSW), gdzie trenował z Billem DeMottem. W lipcu 2005 dwa razy zawalczył w dark matchach dla WWE, gdzie w obu wraz z Mattem Cappotellim zawalczył z The Highlanders (Robbiem i Rorym McAllisterem). 1 grudnia 2005, Mizanin pokonał Mike’a Knoxa w finale turnieju wyłaniającego inauguracyjnego posiadacza Deep South Heavyweight Championship. Kontynuował współpracę z Mattem Capotellim i występował z nim do czasu, kiedy przeniesiono go do Ohio Valley Wrestling (OVW) i wykryto guza mózgu.
3 stycznia 2006 zostało poinformowane, że Mizanin został przeniesiony do OVW. Dwa tygodnie później podczas tygodniówki OVW TV zadebiutował w charakterze The Miza i poprowadził segment Miz TV. Pod koniec stycznia zawalczył w jego pierwszej singlowej walce w OVW, lecz przegrał z René Dupréem przez wyliczenie pozaringowe. 8 lutego 2006 podczas nagrań OVW TV, Miz i Chris Cage zdobyli OVW Southern Tag Team Championship pokonując Cheta the Jetta i Setha Skyfire’a. Mimo tego, 18 marca federacja zwolniła Cage’a, wskutek czego 19 marca Deuce Shade pokonał Miza w singles matchu i zdobył tytuły tag team dla tego drużyny The Untouchables (Deuce’a i Domino).

#### Debiut w głównym rosterze (2006–2007)
7 marca 2006 na oficjalnej stronie WWE pojawił się filmik promujący debiut „The Miza” w brandzie SmackDown, zaś w kwietniu na tygodniówce SmackDown! emitowano winietki promujące jego postać. Kiedy Mizanin miał zadebiutować 21 kwietnia 2006 podczas odcinka SmackDown! postanowiono utworzyć scenariusz, w którym Miz nie był wpuszczany na arenę przez Palmera Cannona, który powiedział mu, że jego debiut został anulowany.
The Miz ostatecznie zadebiutował 2 czerwca jako „prowadzący” SmackDown!, gdzie ogłaszał planowane walki i podsycał reakcje publiczności. Do jego innych obowiązków zaliczano wywiady na zapleczu i prowadzenie konkursów bikini. W lipcu, Miz i Ashley Massaro stali się prowadzącymi corocznego konkursu WWE Diva Search, który prowadzono na tygodniówkach Raw i SmackDown!.
Po zakończeniu konkursu Diva Search, The Miz powrócił ekskluzywnie do rosteru SmackDown! i w roli heela zadebiutował w ringu pokonując Tatankę. Pomimo odniesienia pięciu zwycięstw, on i komentator Michael Cole określali Miza jako „niepokonanego”. W międzyczasie rozpoczął rywalizację ze zwyciężczynią Diva Search Laylą El, która kilkukrotnie wyśmiała „osiągnięcia” Miza, wskutek czego Miz pomógł Kristal pokonać ją w kilku walkach. Ostatecznie rywalem Miza i Kristal stał się The Boogeyman, który prześladował parę na tygodniówkach SmackDown!. Boogeyman pokonał Miza i przerwał jego pasmo zwycięstw na grudniowej gali Armageddon.
Po krótkiej absencji w programach WWE, Miz powrócił na SmackDown! jako prowadzący segmentu ringowego Miz TV. Po kilku nieudanych segmentach powrócił do występów w walkach. 11 czerwca 2007 na Raw, Mizanin pokonał Snitsky’ego w walce dającej rosterowi SmackDown jednego nowego wrestlera, którym był Chris Masters. Jako część draftu uzupełniającego z 2007, Miz został przeniesiony ze SmackDown! do rosteru ECW. Przez pierwszych kilka tygodni emitowano filmiki Miz TV Crashes ECW, lecz ostatecznie zadebiutował w ringu 10 lipca podczas tygodniówki ECW, gdzie pokonał Nunzio.
W wakacje tego samego roku nakreślił swoją postać jako samozwańczy „chick magnet” (mężczyzny uwielbianego przez kobiety). Jego menedżerkami były Kelly Kelly, Layla i Brooke Adams. Rozpoczął rywalizację z Balls Mahoneyem, który według scenariusza zakochał się w Kelly. 2 października na tygodniówce ECW zostało wyjawione, że Miz był w posiadaniu kontraktów Kelly, Layli i Brooke, dzięki czemu zakazywał spotkań z Mahoneyem; krótko potem zakończono mało popularny wśród fanów scenariusz. Na gali Cyber Sunday został wybrany przez fanów jako przeciwnik CM Punka o ECW Championship, lecz przegrał pojedynek.

#### Współpraca z Johnem Morrisonem (2007–2009)

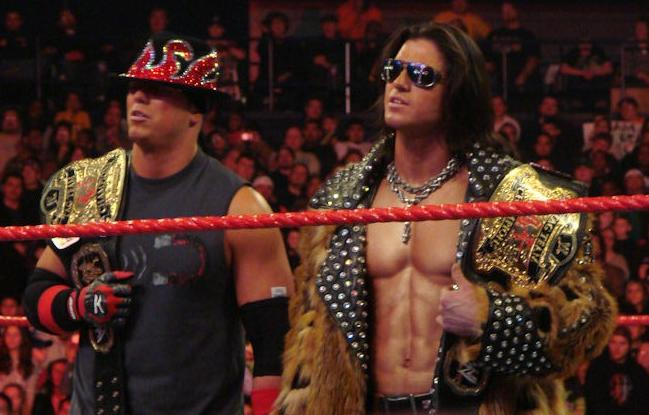
Od 2007 do 2009, Miz był posiadaczem WWE lub World Tag Team Champion będąc w drużynie z Johnem Morrisonem.

16 listopada na SmackDown, Miz i John Morrison pokonali Matta Hardy’ego i MVP o tytuły WWE Tag Team Championship, co dało Mizowi jego pierwszy tytuł w federacji. W lutym 2008, Miz i Morrison zaczęli prowadzić serię filmików na stronie WWE pt. The Dirt Sheet, w których wyśmiewali innych wrestlerów oraz twarze popkultury. Morrison i Miz wspólnie pisali scenariusz każdego odcinka The Dirt Sheet. Przez kolejne miesiące skutecznie bronili pasów, lecz stracili je na lipcowej gali The Great American Bash, gdzie Fatal 4-way tag-team matchu wygrali Curt Hawkins i Zack Ryder (Hawkins przypiął Jessego). Miz i Morrison rozpoczęli rywalizację z Cryme Tyme (Shadem Gaspardem i JTGm), którzy również prowadzili swoje show Word Up. Zostali wyznaczeni do walki ze sobą przez fanów na gali Cyber Sunday, gdzie Miz i Morrison pokonali rywali. 13 grudnia 2008 podczas gali typu house show, Miz i Morrison pokonali Kofiego Kingstona i CM Punka zdobywając World Tag Team Championship. Na początku 2009 dołączono ich do rywalizacji z The Colóns (Carlito i Primo), którzy posiadali WWE Tag Team Championship. W dark matchu na WrestleManii XXV, Miz i Morrison stracili swoje tytuły na rzecz The Colóns, którzy zunifikowali obydwa tytuły dywizji tag-team. 13 kwietnia na Raw, The Miz przegrał pojedynek z Kofim Kingstonem, wskutek czego roster Raw otrzymał jednego wrestlera w drafcie. Nowym członkiem Raw stał się The Miz, który po walce zaatakował Morrisona i zakończył z nim współpracę.

#### Panowania mistrzowskie i ShoMiz (2009–2010)

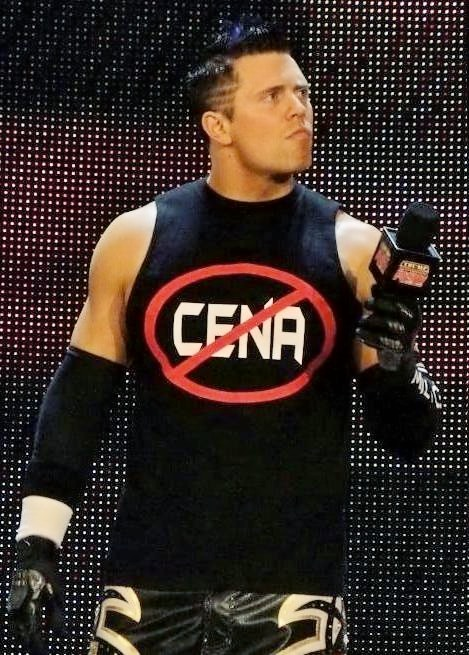
Miz podczas rywalizacji z Johnem Ceną

Miz wyzwał Johna Cenę do walki z nim na tygodniówce Raw z 27 kwietnia, lecz ze względu na kontuzję Ceny, Miz ogłosił się zwycięzcą i kontynuował chełpienie się przez kolejne tygodnie. Cena pokonał go w singlowym pojedynku na gali The Bash. 3 sierpnia na Raw, Miz ponownie przegrał z Ceną z dodatkowym warunkiem, że Miz nie będzie mógł się pojawić na arenie Staples Center (na której wyprodukowano Raw i galę SummerSlam). W następnym tygodniu wystąpił w masce jako „The Calgary Kid” i wygrał Contract on Pole match z Eugenem o kontrakt z federacją, po czym zdjął maskę. Podczas walki zaprezentował swój nowy finisher Skull-Crushing Finale. Po walce wygłosił przemowę, podczas której po raz pierwszy wygłosił catchphrase „Because I’m The Miz and I’m Awesome”.
17 sierpnia na Raw, The Miz zadebiutował w nowym stroju zapaśniczym i rozpoczął rywalizacje o WWE United States Championship. Wyzwał United States Championa Kofiego Kingstona do walki, lecz przegrał z nim na galach Night of Champions, Breaking Point i Hell in a Cell. Dobę później po Hell in a Cell na Raw, Miz otrzymał kolejny rewanż o mistrzostwo, gdzie w końcu pokonał Kingstona i zdobył tytuł, który był jego pierwszym singlowym mistrzostwem w federacji. Na październikową galę Bragging Rights został ogłoszony pojedynek pomiędzy nim a Intercontinental Championem Johnem Morrisonem, który pozostał w rosterze SmackDown. Jako podłoże ich rywalizacji, 16 października na SmackDown obaj poprowadzili segment The Dirt Sheet, w którym Miz przyrównał ich do drużyny The Rockers, gdzie Miz określił siebie Shawnem Michaelsem drużyny, a Morrisona Martym Jannettym (Michaels osiągnął w karierze o wiele więcej sukcesów). Na gali Bragging Rights, Miz przypiął Morrisona i jako jedyny członek rosteru Raw wygrał pojedynek na gali. Miesiąc później na gali Survivor Series, Miz i Morrison byli kapitanami swoich drużyn w 5-on-5 Survivor Series elimination matchu; pojedynek wygrała drużyna Miza (Sheamus i Drew McIntyre).

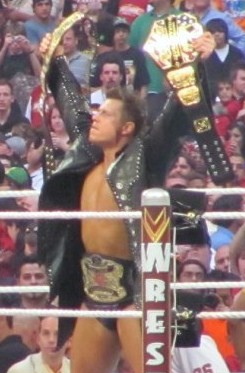
The Miz jako posiadacz Unified WWE Tag Team Championship i WWE United States Championship na WrestleManii XXVI

Miz rozpoczął rok 2010 od rywalizacji z MVP, którego pokonał na gali Royal Rumble broniąc mistrzostwa. Mimo tego, MVP zrewanżował się Mizowi eliminując jego i siebie samego w Royal Rumble matchu. W międzyczasie Miz zaczął współpracować z Big Showem, gdzie 8 lutego na tygodniówce Raw, duo pokonało D-Generation X (Triple H i Shawna Michaelsa) oraz The Straight Edge Society (CM Punka i Luke’a Gallowsa) o Unified WWE Tag Team Championship. Miz stał się pierwszym wrestlerem w historii WWE, który był w posiadaniu trzech mistrzostw (United States, World Tag Team i WWE Tag Team).
Miz pojawił się w pierwszym sezonie tygodniówki NXT jako scenariuszowy mentor Daniela Bryana. Na WrestleManii XXVI, Show i Miz pokonali Johna Morrisona i R-Trutha broniąc tytułów. Podczas draftu mającego miejsce 26 kwietnia na Raw, ShoMiz straciło tytuły na rzecz The Hart Dynasty, kiedy to Tyson Kidd zmusił The Miza do odklepania po założeniu dźwigni Sharpshooter. Po walce, Big Show znokautował The Miza i tej samej nocy został przeniesiony do rosteru SmackDown, tym samym rozwiązując drużynę.
10 maja na Raw, Kidd pokonał The Miza w walce, dzięki której dowolny członek The Hart Dynasty mógł zawalczyć z Mizem o United States Championship; posiadacz mistrzostwa wybrał Breta Harta. Tydzień później an Raw, Hart niespodziewanie pokonał The Miza o mistrzostwo pomimo interwencji Chrisa Jericho, Williama Regala i Vladimira Kozlova. W międzyczasie w programach NXT, Miz rywalizował ze swoim podopiecznym Bryanem, który przeciwstawiał mu się w różnych sytuacjach. Kiedy Bryan został wyeliminowany z NXT podczas odcinka z 11 maja, tydzień później powrócił i zaatakował The Miza. Miz powrócił w drugim sezonie jako mentor Alexa Rileya, który w porównaniu do Bryana bezproblemowo dogadywał się z Mizem. 14 czerwca na odcinku Raw, Miz pokonał R-Trutha, Johna Morrisona i Zacka Rydera zdobywając po raz drugi United States Championship. Tego samego miesiąca skutecznie obronił mistrzostwo w walce z R-Truthem na gali Fatal 4-Way.

#### WWE Champion (2010–2011)

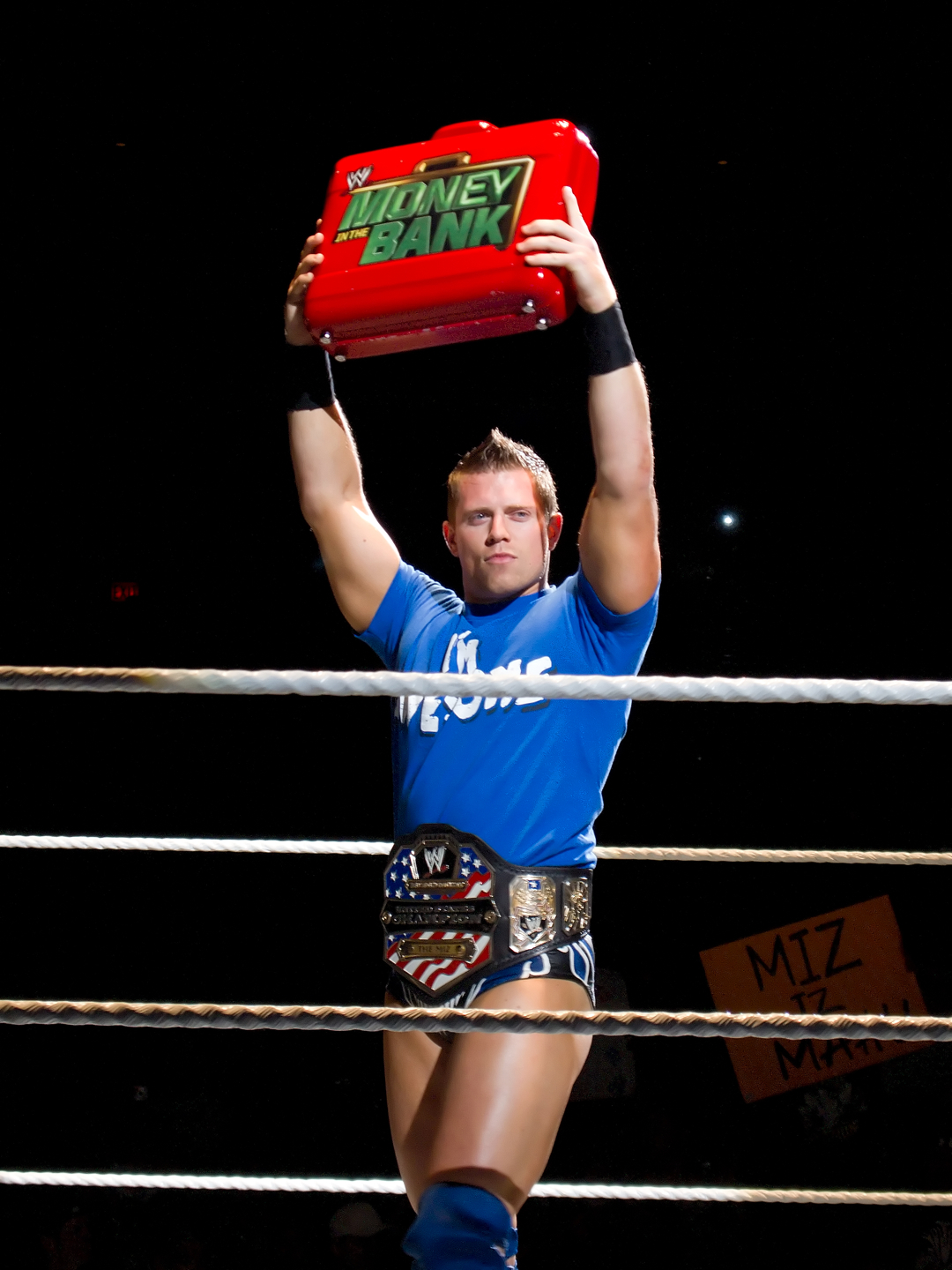
The Miz jako posiadacz WWE United States Championship i walizki Money in the Bank w sierpniu 2010

18 lipca na gali Money in the Bank, The Miz wygrał Money in the Bank ladder match o walizkę, która pozwalała mu zawalczyć o WWE Championship w dowolnym czasie. Przez kolejne tygodnie, The Miz próbował wykorzystać walizkę na WWE Championie Sheamusie, lecz przeszkadzali mu w tym inni wrestlerzy. Daniel Bryan powrócił do WWE na gali SummerSlam, gdzie zastąpił Miza w drużynie WWE, wskutek czego wściekły Miz go zaatakował. W rezultacie rozpoczęła się rywalizacja, podczas której Miz stracił United States Championship na rzecz Bryana na gali Night of Champions. W październiku pokonał Johna Cenę i stał się kapitanem drużyny Raw na galę Bragging Rights, lecz drużyna złożona z The Miza (z Alexem Rileyem), R-Trutha, Johna Morrisona, Santino Marelli, Sheamusa, CM Punka i Ezekiela Jacksona nie zdołała pokonać drużyny SmackDown.

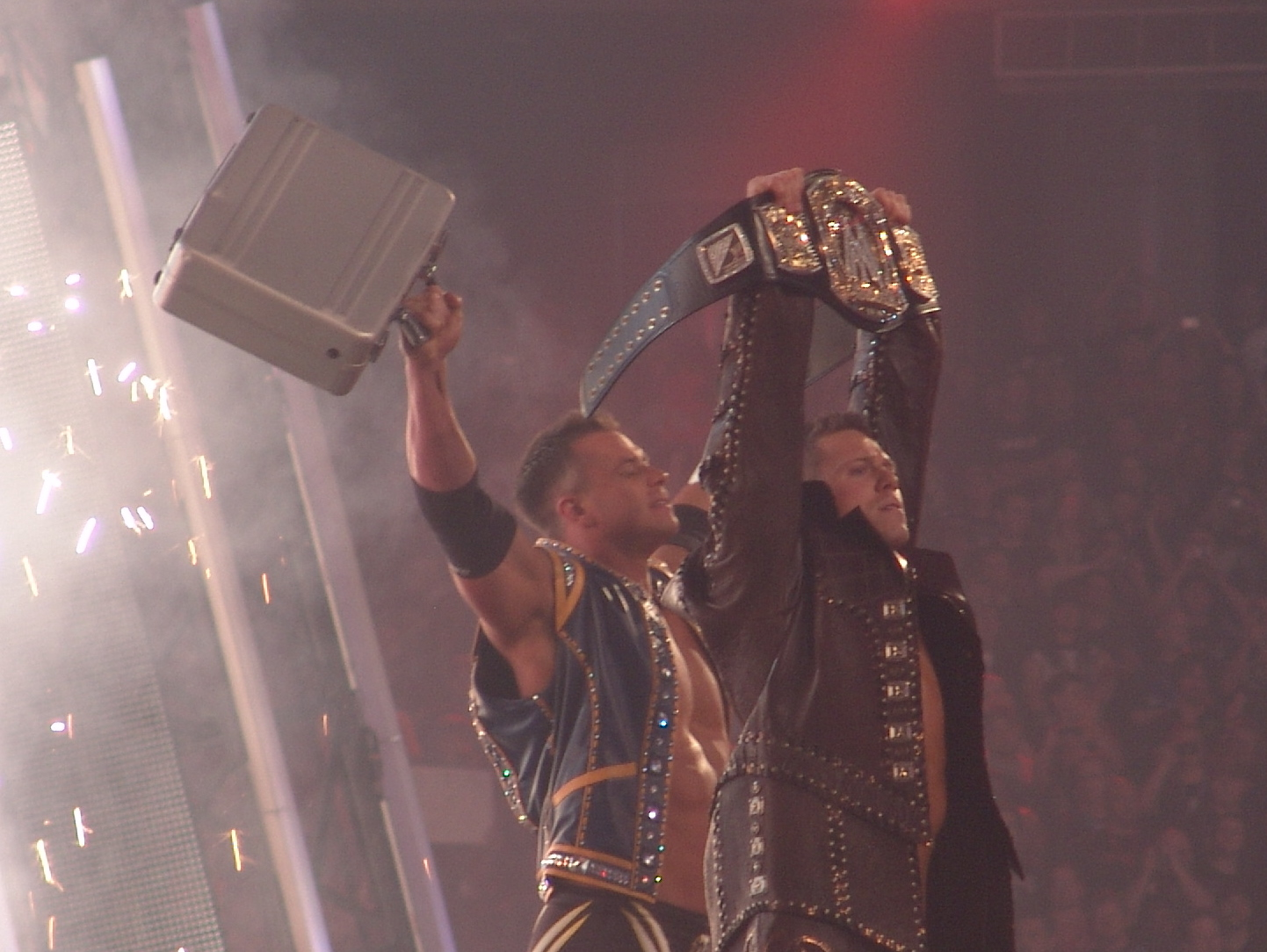
The Miz (po prawej) z Alexem Rileyem na WrestleManii XXVII

22 listopada podczas odcinka Raw, po skutecznej obronie WWE Championship przez Randy’ego Ortona, Miz wykorzystał walizkę Money in the Bank i pokonał Ortona stając się nowym WWE Championem oraz pierwszym uczestnikiem Tough Enough wygrywającym ów tytuł. Skutecznie obronił główny tytuł federacji pokonując Jerry’ego Lawlera w Tables, Ladders, and Chairs matchu podczas przyszłotygodniowego odcinka Raw, a także na gali TLC: Tables, Ladders & Chairs pokonując Ortona w tables matchu po interwencji Alexa Rileya. Podczas pierwszego odcinka Raw w 2011, Miz obronił WWE Championship w Falls Count Anywhere matchu z Morrisonem. W styczniu i lutym obronił mistrzostwo pokonując Ortona na gali Royal Rumble (po interwencji ze strony CM Punka) i Lawlera na gali Elimination Chamber. Dobę po gali Elimination Chamber, Miz i Cena zostali połączeni w drużynę przez anonimowego generalnego menedżera Raw. Wspólnie zdobyli WWE Tag Team Championship pokonując The Corre (Justina Gabriela i Heatha Slatera), lecz byli mistrzowie od razu wykorzystali klauzulę rewanżową. Podczas rewanżu, Miz odwrócił się od Ceny i stracili tytuły tag team. Było to najkrótsze panowanie w historii tytułu. 3 kwietnia w walce wieczoru WrestleManii XXVII, The Miz pokonał Cenę po interwencji The Rocka, który zaatakował ich wspólnego rywala. Na gali Extreme Rules, Cena pokonał Miza i Johna Morrisona w triple threat steel cage matchu. Następnej nocy na tygodniówce Raw, Miz nie zdołał odzyskać WWE Championship kiedy to przegrał przez dyskwalifikację, a także został ponownie pokonany przez Cenę w „I Quit” matchu na gali Over the Limit.
23 maja podczas odcinka Raw, anonimowy generalny menedżer rosteru Raw ogłosił, że Miz już nie zawalczy więcej z Ceną o mistrzostwo. Miz obwinił za to Rileya, który nie pomógł wystarczająco odzyskać tytułu. Poniżony Riley zaatakował go, przez co stał się faworytem fanów po raz pierwszy w WWE. Tydzień później na Raw, Miz zaatakował Rileya podczas jego wywiadu z Michaelem Colem, lecz ostatecznie Riley odzyskał przewagę i Miz uciekł w stronę publiki. Na czerwcowej gali Capitol Punishment, Riley pokonał Miza w singlowym pojedynku. Riley odnosił kolejne zwycięstwa przez kolejne tygodnie. Podczas Money in the Bank ladder matchu na tytułowej gali, Miz odniósł scenariuszową kontuzję kolana i powrócił pod koniec pojedynku uniemożliwiając Reyowi Mysterio ściągnięcia wiszącej nad ringiem walizki. Następnej nocy na odcinku Raw, Miz dotarł do finału o zwakowany WWE Championship, gdzie w pierwszej rundzie pokonał byłego podopiecznego z NXT, Alexa Rileya. Tydzień później w finale przegrał z Reyem Mysterio. Na gali SummerSlam, The Miz, R-Truth i Alberto Del Rio przegrali z Mysterio, Kofim Kingstonem i Johnem Morrisonem.

#### Awesome Truth (2011–2012)

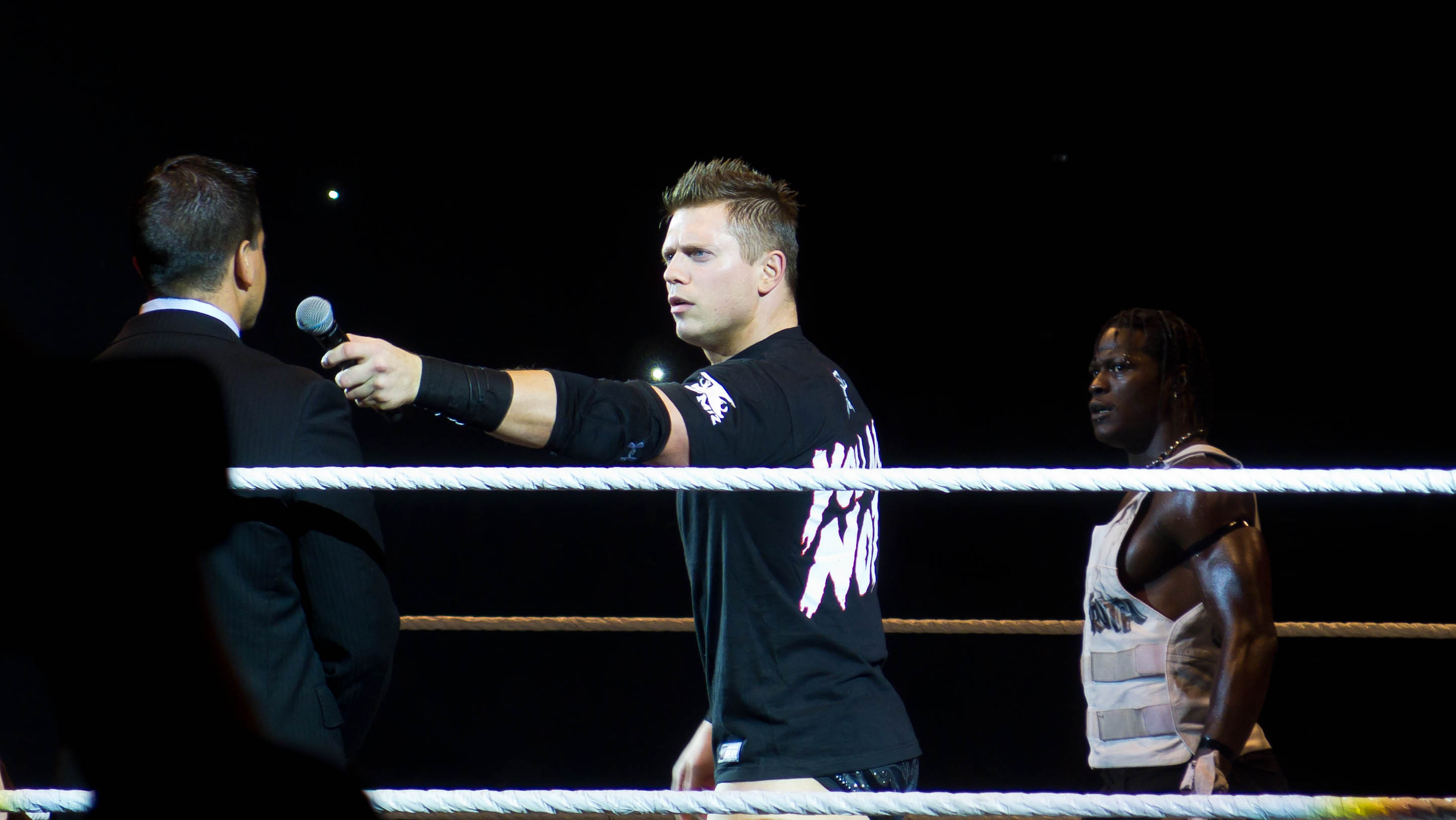
W 2011, Miz przez krótko współpracował z R-Truthem jako drużyna Awesome Truth

22 sierpnia na odcinku Raw, Miz i R-Truth zaatakowali Santino Marellę przed jego walką. Wygłosili przemowę w ringu twierdząc, że w federacji panuje konspiracja blokująca ich przed występami w walkach wieczoru, po czym dodali, że sami znajdą sprawiedliwość jako drużyna „The Awesome Truth”. Tydzień później na Raw, R-Truth zainterweniował w walce Miza z CM Punkiem i wspólnie go zaatakowali. Na gali Night of Champions po tym, jak sędzia był rozproszony i nie odliczył przypięcia Miza, ten zaatakował go powodując ich dyskwalifikację w walce o WWE Tag Team Championship. Wciąż chcąc się zemścić, obaj zaatakowali Triple H i CM Punka podczas no disqualification matchu będącym walką wieczoru gali. Z powodu ich akcji, dobę później zostali zwolnieni z federacji przez Triple H. Miz i Truth wtargnęli do klatki Hell in a Cell podczas tytułowej gali pay-per-view, gdzie zaatakowali Alberto Del Rio, CM Punka, Johna Cenę, sędziego pojedynku oraz kamerzystę. Do zamkniętej klatki próbował wejść cały roster WWE, lecz parę ostatecznie powstrzymała miejscowa policja. 10 października na odcinku Raw, John Laurinaitis przywrócił ich obu do pracy. Na gali Vengenace, Miz i R-Truth pokonali CM Punka i Triple H w tag-team matchu po ataku ze strony Kevina Nasha. Tej samej nocy spowodowali porażkę Ceny w walce o WWE Championship z Del Rio. 24 października na Raw, Awesome Truth zaatakowało Cenę i Zacka Rydera, zaś dwa tygodnie później pokonali ich w tag team matchu. Na listopadowej gali Survivor Series ponieśli porażkę w walce z Ceną i powracającym do ringu The Rockiem. 24 godziny później na poniedziałkowym Raw, Miz odwrócił się od R-Trutha obwiniając go za porażkę, po czym wykonał mu Skull Crushing Finale. Zdecydowano się na taki scenariusz, by wypisać R-Trutha z programów ze względu na zawieszenie związane ze złamaniem zasad antydopingowych.

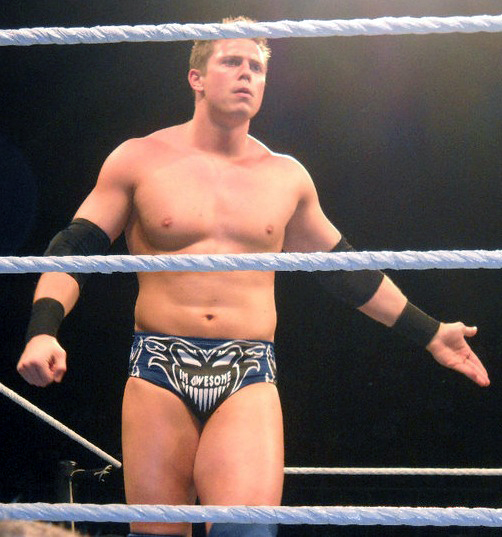
The Miz podczas nietelewizyjnej gali w 2011

28 listopada na odcinku Raw, Miz pokonał Morrisona w Falls Count Anywhere matchu po wykonaniu Skull Crushing Finale na rampie areny. Tydzień później zakwalifikował się do Triple Threat Tables, Ladders, and Chairs matchu przeciwko Del Rio i Punkowi o tytuł na gali TLC; na gali pas obronił Punk. Przez styczeń i luty następnego roku, Miz rywalizował z powracającym R-Truthem. Obaj wzięli udział w Elimination Chamber matchu o pas na tytułowej gali, lecz WWE Championship ponownie obronił Punk. Miz wziął udział w 2012 Royal Rumble matchu, w którym przetrwał najdłużej (45 minut) i został wyeliminowany przez Big Showa.
Poszukując swojego miejsca w karcie WrestleManii XXVIII, Miz dołączył do drużyny Johna Laurinaitisa w 12-osobowym tag team matchu przeciwko drużynie Theodore’a Longa. Miz dał zwycięstwo swojej drużynie poprzez przypięcie Zacka Rydera, który wcześniej został trafiony w krocze przez Eve Torres. Na majowej gali Over the Limit, Miz nie zdołał wygrać Battle Royalu o WWE Intercontinental Championship, a także singlowej walki z Brodusem Clayem.

#### Intercontinental Champion (2012–2015)
Po dwumiesięcznej absencji, Miz powrócił na lipcowej gali Money in the Bank, gdzie wziął udział w 5-osobowym Money in the Bank ladder matchu wygranym przez Johna Cenę. Podczas tysięcznego odcinka Raw, Miz pokonał Christiana zdobywając WWE Intercontinental Championship po raz pierwszy w karierze i stając się dwudziestym piątym Triple Crown Championem oraz piątym Grand Slam Championem. Cztery dni później na tygodniówce SmackDown obronił tytuł w rewanżu. Miz zdołał pokonać Reya Mysterio na gali SummerSlam, a także obronić mistrzostwo w Fatal 4-Way matchu w walce z Codym Rhodesem, Mysterio i Sin Carą na gali Night of Champions. Stracił tytuł w walce z Kofim Kingstonem podczas premierowego odcinka tygodniówki Main Event. Nie zdołał odzyskać Intercontinental Championship w walce z Kingstonem na gali Hell in a Cell i 6 listopada na SmackDown.
Po porażce z Kingstonem, Miz rozpoczął przemianę postaci w face’a poprzez dołączenie do drużyny Micka Foleya na galę Survivor Series. Wyeliminował Wade’a Barretta, lecz sam został wyeliminowany przez Alberto Del Rio; pojedynek wygrała drużyna prowadzona przez Dolpha Zigglera. W kolejnych miesiącach, przemiana charakteru Miza była negatywnie oceniana przez krytyków którzy twierdzili, że jest on ciągle tym samym aroganckim i egoistycznym Mizem, lecz tym razem rywalizuje z innymi antagonistami. Miz rozpoczął rywalizację z Antonio Cesaro, zaś menedżerem Miza stał się Ric Flair, od którego Miz zapożyczył finisher figure-four leglock. Miz wyzwał Cesaro do walk o United States Championship podczas pre-show gal Royal Rumble i Elimination Chamber, a także 3 marca podczas odcinka SmackDown, lecz we wszystkich przypadkach nie zdobył tytułu.
W marcu, Miz skupił się na odzyskaniu Intercontinental Championship od Wade’a Barretta. Przegrał trzyosobowy pojedynek o mistrzostwo z Barrettem i Chrisem Jericho podczas tygodniówki Raw z 18 marca, lecz pokonał mistrza w non-title matchu ponownie stając się pretendentem. Podczas pre-show WrestleManii 29, Miz pokonał Barretta i stał się dwukrotnym mistrzem, lecz następnej nocy na Raw stracił mistrzostwo na rzecz Barretta. Nie zdołał odzyskać mistrzostwa zarówno na majowej gali Payback, jak i lipcowej Money in the Bank. 18 sierpnia, Miz był prowadzącym gali SummerSlam, podczas której posprzeczał się z Fandango. Pokonał go 2 września na Raw oraz trzynaście dni później na gali Night of Champions. 16 września na odcinku Raw, Miz został brutalnie zaatakowany przez Randy’ego Ortona na oczach swoich rodziców, przez co odniósł scenariuszową kontuzję. Powrócił w październiku, lecz ponownie został pokonany przez Ortona. Miz pokonał Kofiego Kingstona podczas pre-show gali Survivor Series, jednakże został przez niego pokonany w no disqualification matchu na grudniowej gali TLC. Na WrestleManii XXX wziął udział w pierwszym corocznym André the Giant Memorial Battle Royalu, lecz został wyeliminowany przez Santino Marellę.

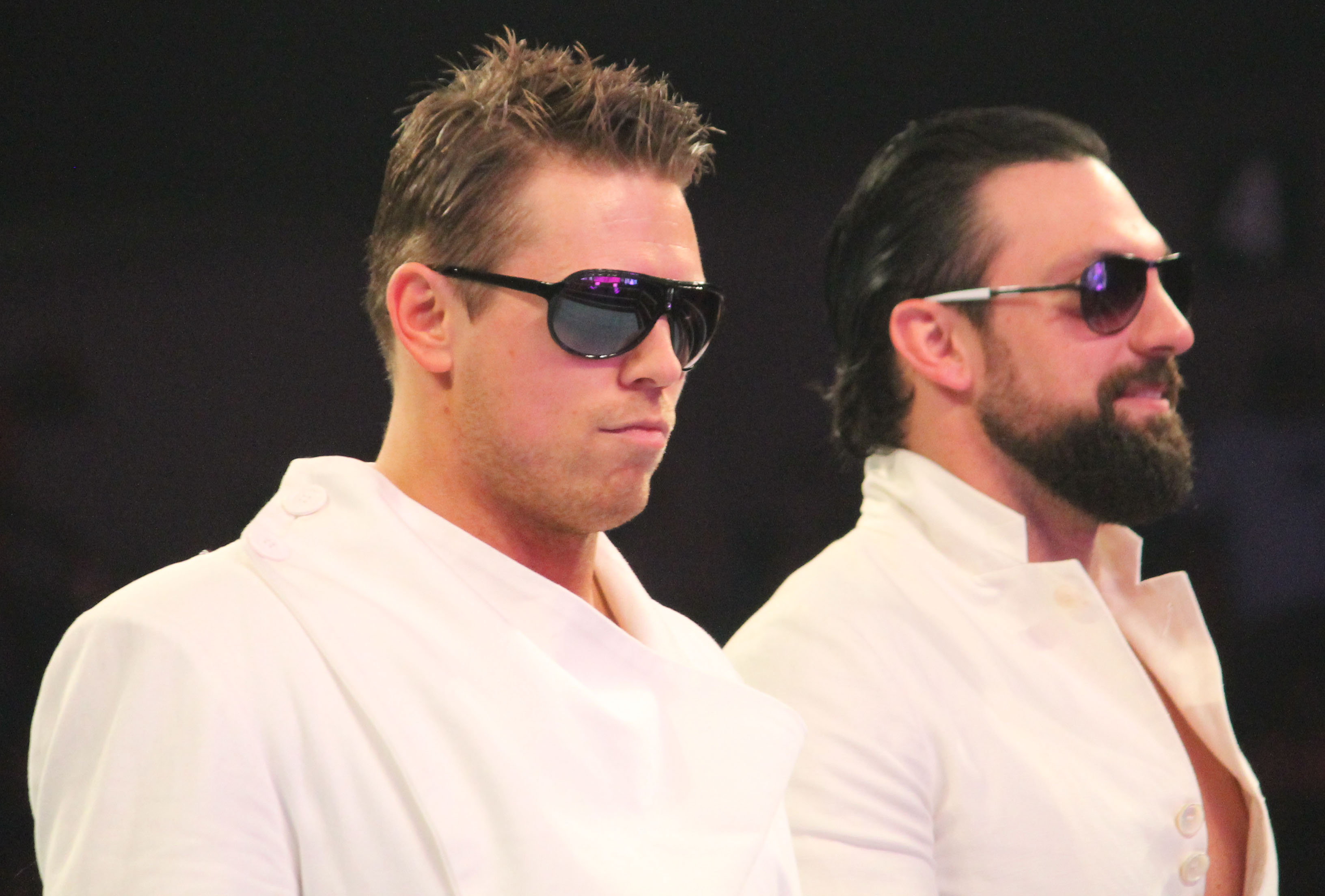
W czerwcu 2014, Miz przyjął postać gwiazdy Hollywood, gdzie Damien Sandow był jego „dublerem” występującym jako Damien Mizdow.

Po dwumiesięcznej przerwie od występów, podczas której występował na planie filmu W cywilu 4, Miz powrócił 30 czerwca na Raw ponownie jako heel, który sprzeczał się z widownią i chwalił się swoimi nowymi osiągnięciami w Hollywood. Tydzień później został pokonany przez Chrisa Jericho w jego pierwszej walce od prawie roku. Na lipcowej gali Battleground, Miz wygrał Battle Royal eliminując jako ostatniego Dolpha Zigglera, tym samym stając się po raz trzeci Intercontinental Championem. Ziggler zdołał jednak zdobyć tytuł od Miza na gali SummerSlam. Pod koniec sierpnia, Damien Sandow zaczął występować u boku Miza jako jego dubler (pod pseudonimem ringowym Damien Mizdow), który powtarzał wszystkie ruchy i słowa swojego mentora. Na gali Night of Champions, Miz pokonał Zigglera odzyskując Intercontinental Championship, lecz jego czwarte panowanie trwało zaledwie dobę, bowiem Ziggler pokonał Miza w kolejnym rewanżu. 29 września na Raw poniósł kolejną porażkę w walce z Zigglerem i Cesaro. Po pokonaniu posiadacza United States Championship Sheamusa z pomocą ze strony Mizdowa, Miz przegrał z mistrzem o tytuł na gali Hell in a Cell.
Na gali Survivor Series, Miz i Mizdow zdobyli WWE Tag Team Championship w Fatal 4-Way tag team matchu pokonując Goldusta i Stardusta, The Usos i Primo & Epico. Następnej nocy na Raw obronili tytuły w walce z Gold i Stardustem. Na gali TLC, The Usos pokonali Miza i Mizdowa przez dyskwalifikację po tym jak Miz uderzył Jimmy’ego Uso statuetką Slammy Award. 29 grudnia na odcinku Raw stracili tytuły na rzecz The Usos. Duo nie zdołało odzyskać tytułów w rewanżach 9 stycznia na SmackDown i na gali Royal Rumble. Miz był pierwszym uczestnikiem Royal Rumble matchu, lecz został wyeliminowany przez Bubba Raya Dudleya. 9 lutego na Raw, Miz zwolnił Mizdowa z roli dublera, gdyż Mizdow otrzymywał coraz pozytywniejsze reakcje publiczności, lecz szybko został przywrócony do pracy jako personalny asystent. Mimo tego podczas André the Giant Memorial Battle Royalu na WrestleManii 31, Mizdow wyeliminował Miza z pojedynku. Miz zemścił się na swoim byłym podopiecznym pokonując go 20 kwietnia na tygodniówce Raw, gdzie zachował markę „Miz” i spowodował przywrócenie charakteru Mizdowa do Damiena Sandowa. Po tym jak zarówno Big Show i Miz interweniowali w walkach Rybacka o Intercontinental Championship, trójka zawalczyła ze sobą o ten tytuł na gali SummerSlam, lecz mistrz wyszedł z walki zwycięsko. Na listopadowej gali Survivor Series, Miz wziął udział w 5-on-5 Survivor Series elimination matchu, lecz wraz z The Cosmic Wasteland i Bo Dallasem przegrali z The Dudley Boyz, Goldustem, Neville’em i Titusem O’Neilem. 3 kwietnia 2016 na WrestleManii 32, Miz wziął udział w siedmioosobowym ladder matchu o Intercontinental Championship, który wygrał Zack Ryder.

#### Współpraca z Maryse (od 2016)

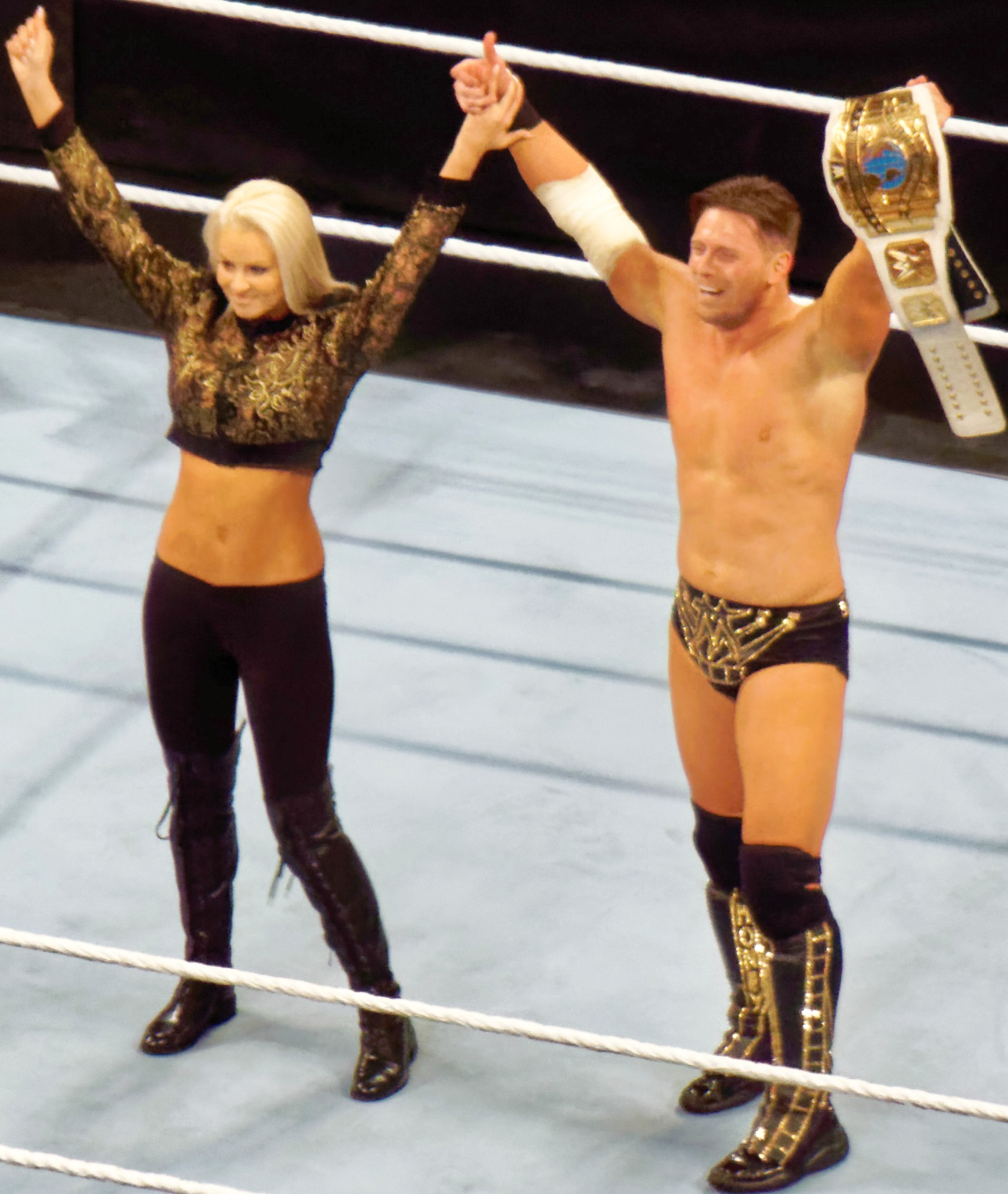
The Miz celebrujący wraz z żoną Maryse po zdobyciu Intercontinental Championship w kwietniu 2016

4 kwietnia podczas odcinka Raw, Miz zdobył Intercontinental Championship po raz piąty w karierze po tym, jak jego żona Maryse powróciła do federacji i spowodowała porażkę Zacka Rydera. Trzy dni później na SmackDown, Miz skutecznie obronił mistrzostwo w rewanżu. Od tej pory zaczęli wspólnie występować podczas segmentów „Miz TV”, gdzie określali się jako „it couple” (najlepsza, najpiękniejsza para). 1 maja na gali Payback, Miz pokonał Cesaro i obronił mistrzostwo. Trzy tygodnie później na gali Extreme Rules, Miz wygrał czteroosobową walkę o mistrzostwo pokonując Cesaro, Samiego Zayna i Kevina Owensa. Następnej nocy na Raw nie zdołał zakwalifikować się do 2016 Money in the Bank ladder matchu poprzez przegraną z Cesaro, lecz zrewanżował mu się wygrywając z nim trzy dni później na SmackDown. Na lipcowej gali Battleground, walka Miza i Darrena Younga o mistrzostwo zakończyło się podwójną dyskwalifikacją. 19 lipca podczas draftu, Miz i Maryse zostali przeniesieni do brandu SmackDown, wskutek czego Intercontinental Championship również stało się własnością niebieskiego rosteru. 21 sierpnia na gali SummerSlam obronił mistrzostwo w walce z Apollo Crewsem.
We wrześniu na gali Backlash, Miz nieczysto pokonał Dolpha Zigglera po tym jak Maryse spryskała na twarzy Zigglera nieznaną substancję. Generalny menedżer SmackDown Daniel Bryan postanowił raz jeszcze dać szansę Zigglerowi, lecz w podobny sposób kolejna ich walka zakończyła się 20 września na tygodniówce SmackDown Live. 9 października na gali No Mercy, Miz stracił Intercontinental Championship na rzecz Zigglera w Title vs. Career matchu po tym, jak Maryse i grupa The Spirit Squad (Kenny i Mikey) zostali zbanowani z okolic ringu. Podczas 900. odcinka SmackDown Live wyemitowanego 15 listopada, Maryse pomogła Mizowi zdobyć mistrzostwo po raz szósty w karierze. Dzięki zwycięstwu, Miz obronił tytuł w walce z Samim Zaynem z brandu Raw na gali Survivor Series. 22 listopada na tygodniówce SmackDown Live, tym razem z pomocą barona Corbina, Miz obronił mistrzostwo pokonując Kalisto. W walce kończącej ich wielomiesięczną rywalizację, Miz pokonał Zigglera w ladder matchu na gali TLC.
20 grudnia na SmackDown Live po tym, jak Miz pokonał Apollo Crewsa, został z nim przeprowadzony wywiad w ringu przez Renee Young. Miz sarkastycznie odpowiedział na pytanie Young i wyjawił, że jest ona poza-scenariuszową dziewczyną Deana Ambrose’a, po czym ta go spoliczkowała. 3 stycznia 2017 na odcinku SmackDown Live, Ambrose zdołał pokonać Miza i odebrać mu Intercontinental Championship. Wziął udział w 2017 Royal Rumble matchu jako 15. uczestnik, lecz po 32 minutach został wyeliminowany przez The Undertakera. Dwa tygodnie później podczas gali Elimination Chamber, Miz wziął udział w Elimination Chamber matchu o WWE Championship, lecz został wyeliminowany przez Johna Cenę. 21 lutego został ponownie wyeliminowany przez Cenę, tym razem w Battle Royalu wyłaniającym przeciwnika Braya Wyatta o jego tytuł. Rozpoczęto rywalizację, w której Miz i Maryse wyśmiewali związek Ceny oraz Nikki Belli, a także wykorzystywania przez Cenę swojej pozycji w federacji dla własnych przyjemności. Duo zostało pokonane przez Cenę i Bellę na WrestleManii 33 w mixed tag team matchu; po walce Cena oświadczył się Belli. 10 kwietnia podczas obywającego się Superstar Shake-up, Miz oraz Maryse zostali przeniesieni do rosteru Raw.
Przenosząc się na Raw Miz wrócił do rywalizacji o Intercontinental Championship z Deanem Ambrosem. Podczas Extreme Rules udało mu się pokonać mistrza i dzięki temu został po raz kolejny mistrzem IC. W trakcie swojego panowania korzystał z pomocy Curtisa Axela oraz Bo Dallas (Miztourage). W październiku Miz, Cesaro, Sheamus, Kane i Braun Strowman prowadzili rywalizację z powracającym trio The Shield. Po gali Survivor Series na Raw Miz stracił tytuł na rzecz Romana Reignsa. Pas odzyskał tuż przed Royal Rumble w styczniu 2018 r. Miz był uczestnikiem zarówno Royal Rumble Matchu, jak i Elimination Chamber Matchu o miano pretendenta do pasa Universal, jednak nie udało się mu wygrać. Na WrestleManii bronił tytuł IC w triple threat matchu z Finnem Balorem oraz Sethem Rollinsem, gdzie stracił pas na rzecz tego ostatniego. Podczas gali Backlash próbował odzyskać tytuł, jednak nieskutecznie. Mizowi ponownie nie udało odzyskać się tytułu na gali Greatest Royal Rumble w Arabii Saudyjskiej. Miz był uczestnikiem Money in the bank Ladder matchu, jednak nie udało mu się ściągnąć walizki. Latem zaczął rywalizację z Danielem Bryanem, który po ponad dwóch latach wrócił do czynnej walki. Na SummerSlam dzięki pomocy Maryse pokonał Danielsona. To dorowadziło do walki mixed tag team na Hell in a Cell, gdzie Miz i Maryse odnieśli zwycięstwo. W październiku doszło na Super ShowDown do jeszcze jednej walki Bryana i Miza, tym razem o miano pretendenta do pasa WWE, gdzie wygrał Bryan. Następnie brał udział w turnieju WWE World Cup, gdzie mimo dostania się do finału ostatecznie trofeum zgarnął Shane McMahon, który zastąpil w walce finałowej kontuzjowanego Miza. Doprowadziło to do zawiązania tag teamu tej dwójki, gdzie byli określani, jako najlepszy tag team na świecie. Skutkiem tego sojuszu było zwycięstwo pasów tag team SmackDown na Royal Rumble, gdzie pokonali The Bar. Panowanie nie trwało jednak długo, gdyż pasy utracili na rzecz The Usos podczas Elimination Chamber, a na Fastlane nie udało im się ich odzyskać. Doprowadziło to do heel turnu Shane’a i ich walki na WrestleManii 35 w Falls Count Anywhere matchu, gdzie wygrał McMahon. Na Money in the Bank panowie zmierzyli się ponownie w Steel Cage matchu, jednak znowu wygrał McMahon uciekając z klatki. Po tej przegranej rywalizacji Miz nie prowadził większych rywalizacji, we wrześniu próbował zdobyć tytuł interkontynentalny od Shinsuke Nakamury, jednak bezskutecznie. Pod koniec roku Miz zaczął feud z Brayem Wyattem co doprowadziło do ich walki na TLC, jednak Miz przegrał. 3 stycznia na SmackDown powrócił John Morrison, co doprowadziło do reunionu ich tag teamu. Dwójka ta wygrała pasy SmackDown tag team podczas Super Showdown w Arabii Saudyjskiej i skutecznie zachowali je zarówno na Elimination Chamber w tytułowej walce, jak i w triple threat Ladder matchu na WrestleManii przeciwko The Usos i New Day. 17 kwietnia na SmackDown Miz i Morrison utracili złota na rzecz New Day. Podczas Money in the Bank starali się odzyskać tytuły w Fatal 4-Way Tag team matchu, ale bez powodzenia. Następnie dwójka ta zaczęła rywalizację z Braunem Strowmanem o Universal Title, co doprowadziło do handicap matchu na Backlash, jednak Strowman zachował tytuł. Kolejnym programem była rywalizacja z Otisem – posiadaczem walizki Money in the bank. Na Hell in a Cell doszło do starcia tej dwójki ze stypulacją, że jeśli Miz wygra zostanie posiadaczem walizki. W trakcie walki Tucker – Za tag team partner Otisa odwrócił się od niego i Miz został nowym Mr Money in the Bank. Miz próbował wykorzystać kontrakt w trakcie TLC matchu Drew Mcintyre’a i AJ Stylesa o WWE Championship, jednak McIntyre zachował pas, a Mizowi walizka została zwrócona. Miz wziął udział w Royal Rumble matchu, jednak został szybko wyeliminowany przez Damiena Priesta. Na Elimination Chamber przy pomocy Bobby’ego Lashleya Miz zrealizował kontrakt na Drew McIntyrze i został po raz drugi mistrzem WWE. Panowanie trwało jednak tylko 8 dni, ponieważ 1 marca na Raw pas stracił na rzecz Lashleya w Lumberjack matchu. Na WrestleManii Miz i Morrison zmierzyli się z Priestem oraz raperem Bad Bunnym, gdzie wygrali ci drudzy. Na Wrestlemania Backlash doszło do rewanżu Miza z Priestem, jednak Miz ponownie przegrał. Miz następnie doznał urazu i występował jako menadżer Morrisona na wózku. Kiedy wrócił do akcji 16 sierpnia po kolejnej porażce z Damienem Priestem Miz zaatakował Morrisona kończąc ich współpracę. Następnie Miz wrócił do współpracy z Maryse, która to doprowadziła do feudu z Edgem. Kanadyjczyk pokonał Mizanina podczas Day 1, a na Royal Rumble doszło do mixed tag team matchu z Edgem i jego żoną Beth Pheonix, gdzie wygrali face’owie. Następnie Miz zaczął rywalizację z Reyem Mysterio i jego synem Dominikiem. Na Elimination Chamber Miz przegrał z Reyem, a następnej nocy na Raw ogłosił, że jego tag team partnerem na WrestleManii w walce z The Mysterios będzie Logan Paul.

## Inne media
Mizanin zagrał małą rolę w filmie Wyborcze jaja. 30 kwietnia 2012 zostało ogłoszone, że Miz będzie główną gwiazdą filmu W cywilu 3. Mizanin w ten sposób zastąpił Randy’ego Ortona, który na początku opiewał tę rolę. Tego samego dnia ogłoszono, że Mizanin wystąpi w filmie Queens of the Ring wraz z Eve Torres i CM Punkiem. W 2012 wystąpił w show MDA Show of Strenght wraz z żoną Maryse i innymi gwiazdami. W marcu 2013 wraz z Maryse i The Rockiem poprowadzili ceremonię Nickelodeon Kids’ Choice Awards.
Mizanin jest postacią grywalną w WWE Smackdown vs. Raw 2009, WWE Smackdown vs. Raw 2010, WWE Smackdown vs. Raw 2011, WWE All Stars, WWE '12, WWE '13, WWE 2K14, WWE 2K15 WWE 2K16 i WWE 2K17.
Mizanin wystąpił w filmie Christmas Bounty, który wyemitowano w Boże Narodzenie w 2013. Dwa lata później wystąpił w kolejnej świątecznej produkcji pt. Santa’s Little Helper. W 2016, Mizanin gościł w serialu Nie z tego świata jako zapaśnik Shawn Harley.

## Filmografia

### Film
| Rok  | Tytuł                                      | Rola        | Notka |
| ---- | ------------------------------------------ | ----------- | ----- |
| 2012 | Wyborcze jaja                              | on sam      |       |
| 2013 | W cywilu 3                                 | Jake Carter |       |
| 2013 | Queens of the Ring                         | on sam      |       |
| 2013 | Christmas Bounty                           | Mike        |       |
| 2014 | Scooby Doo: WrestleMania – Tajemnica ringu | on sam      | głos  |
| 2015 | W cywilu 4                                 | Jake Carter |       |
| 2015 | Santa’s Little Helper                      | Dax         |       |
| 2016 | Scooby-Doo! i WWE: Potworny wyścig         | on sam      | głos  |
| 2017 | W cywilu 5                                 | Jake Carter |       |
| 2018 | W cywilu 6                                 | Jake Carter |       |
| 2020 | Magiczna maska Setha Carra                 |             |       |

### Telewizja
| Lata      | Tytuł                                | Rola                              | Notka                                                        |
| --------- | ------------------------------------ | --------------------------------- | ------------------------------------------------------------ |
| 2001      | The Real World: Back to New York     | On sam                            | Odcinki 2, 3, 4 i 22                                         |
| 2002      | Battle of the Seasons                | On sam                            | Winner                                                       |
| 2003–2004 | The Gauntlet                         | On sam                            |                                                              |
| 2004      | WWE Tough Enough                     | On sam                            |                                                              |
| 2004      | The Inferno                          | On sam                            |                                                              |
| 2004–2005 | Battle of the Sexes 2                | On sam                            |                                                              |
| 2005      | The Inferno II                       | On sam                            | Zwycięzca                                                    |
| 2005      | Battle of the Network Reality Stars  | On sam                            | Odcinek 1.2                                                  |
| 2006      | Nieustraszeni                        | On sam                            | Zwycięzca                                                    |
| 2007      | Identity                             | On sam                            | Odcinek 11                                                   |
| 2008      | Ghost Hunters                        | On sam                            |                                                              |
| 2009      | Czy jesteś mądrzejszy od 5-klasisty? | On sam                            |                                                              |
| 2009      | Dinner: Impossible                   | On sam                            |                                                              |
| 2010      | Destroy Build Destroy                | On sam                            |                                                              |
| 2011      | H8R                                  | On sam                            | Odcinek 4                                                    |
| 2011      | WWE Tough Enough                     | On sam                            |                                                              |
| 2012      | Agora é Tarde                        | On sam                            | Brazylijski talk-show                                        |
| 2012      | Battle of the Exes                   | On sam, prowadzący                |                                                              |
| 2012      | Świry                                | Mario                             | Odcinek 91                                                   |
| 2012      | Para królów                          | Damone                            | Odcinek 56                                                   |
| 2012      | The Soup                             | On sam                            |                                                              |
| 2014      | Deal With It                         | On sam                            | Odcinek 18                                                   |
| 2014      | Oh My English!                       | On sam                            | Sezon 3 odcinek 22                                           |
| 2014      | Family Game Night                    | Gościnny celebryta                |                                                              |
| 2015      | Paramedycy                           | Lance / trener w siłowni          | Odcinek 9                                                    |
| 2015      | The Soup                             | On sam                            | Odcinek 13                                                   |
| 2015      | WWE Tough Enough                     | Przeprowadzający wywiady i sędzia | Przeprowadzający wywiady (odcinki 1–5) Sędzia (odcinki 6–10) |
| 2016      | Nie z tego świata                    | Shawn Harley                      | Odcinek „Beyond the Mat”                                     |
| od 2016   | Total Divas                          | On sam                            | Powracająca postać (sezon 6)                                 |

### Internetowe show
| Rok  | Tytuł          | Rola       | Notka       |
| 2015 | WWE Tough Talk | Prowadzący | Odcinki 1–5 |
| 2015 | Swerved        | On sam     |             |
| 2016 | Celebs React   | On sam     |             |

## Życie prywatne

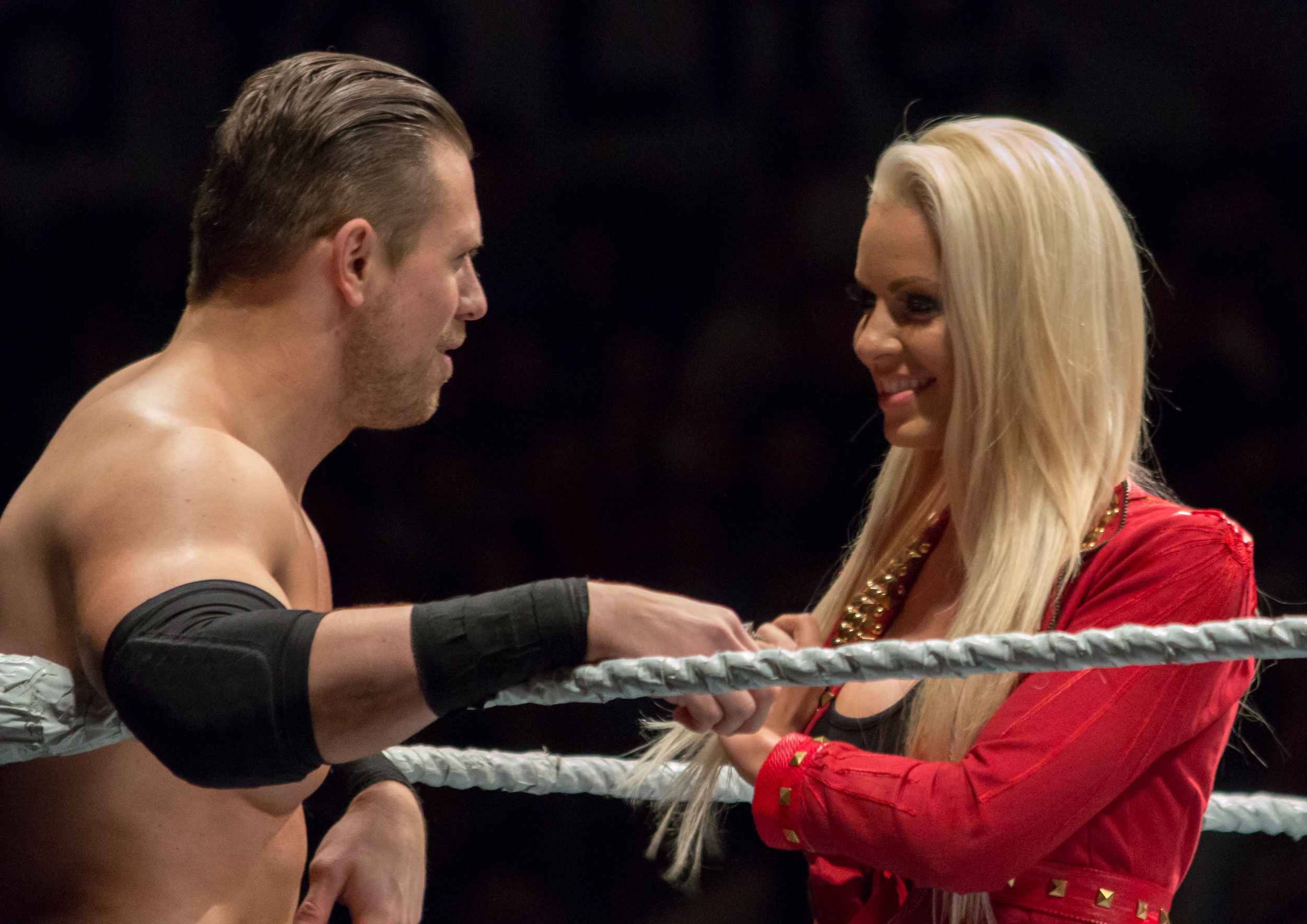
Mizanin (po lewej) i Maryse Ouellet w lipcu 2016

Rodzice Mizanina są rozwiedzeni. Miał dziadka o imieniu Donnie.
Mizanin kibicuje zespołom Cleveland Browns, Cleveland Cavaliers i Cleveland Indians. Przed rozgrywką Cleveland Indians vs. Los Angeles Angels z 26 lipca 2011, Mizanin spełnił swoje życiowe marzenie i wykonał ceremonialny pierwszy rzut.
Mizanin poślubił swoją wieloletnią dziewczynę i wrestlerkę Maryse Ouellet 20 lutego 2014 na wyspach Bahama. Mają dwójkę dzieci.

## Styl walki

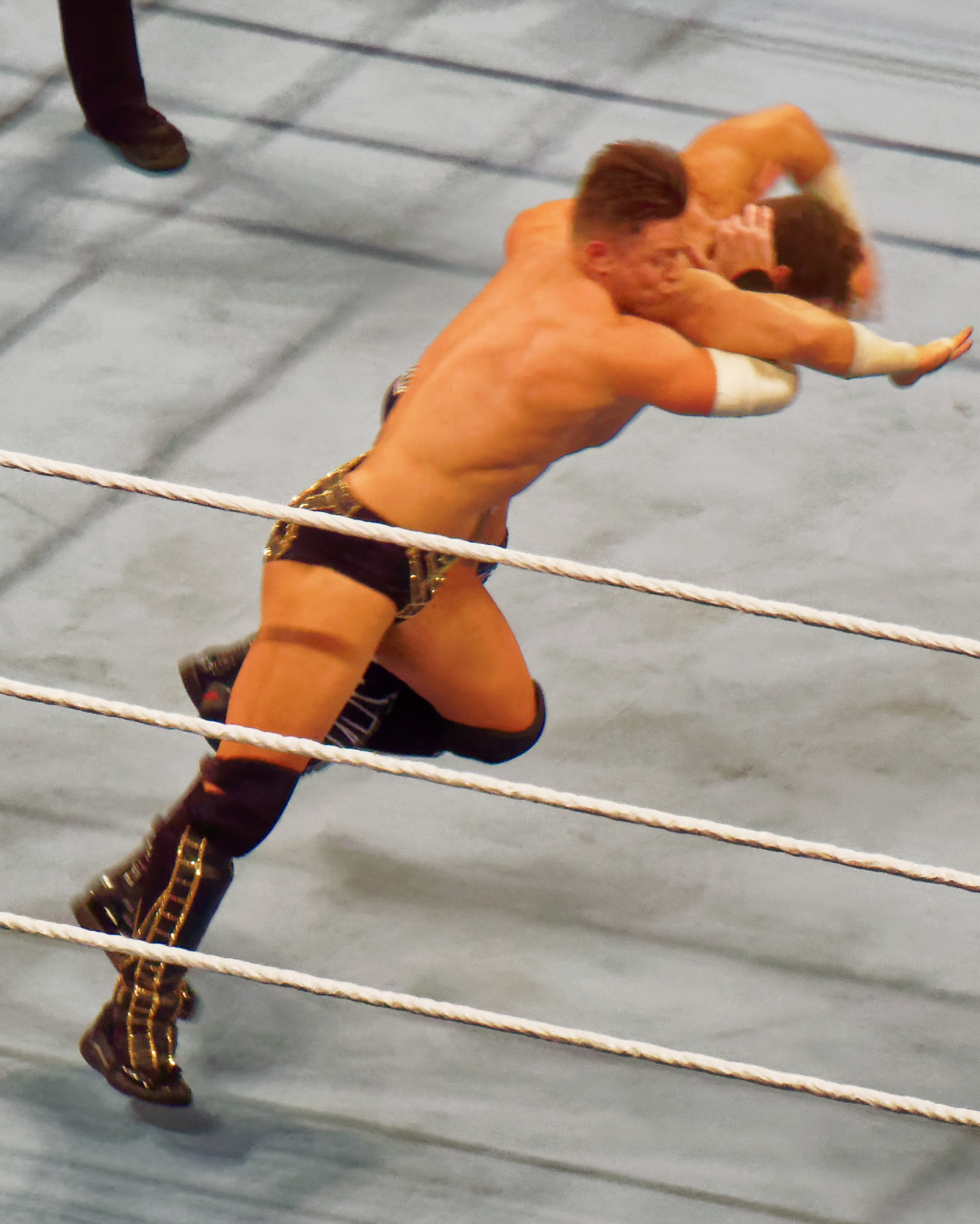
The Miz wykonujący Skull-Crushing Finale na Zacku Ryderze

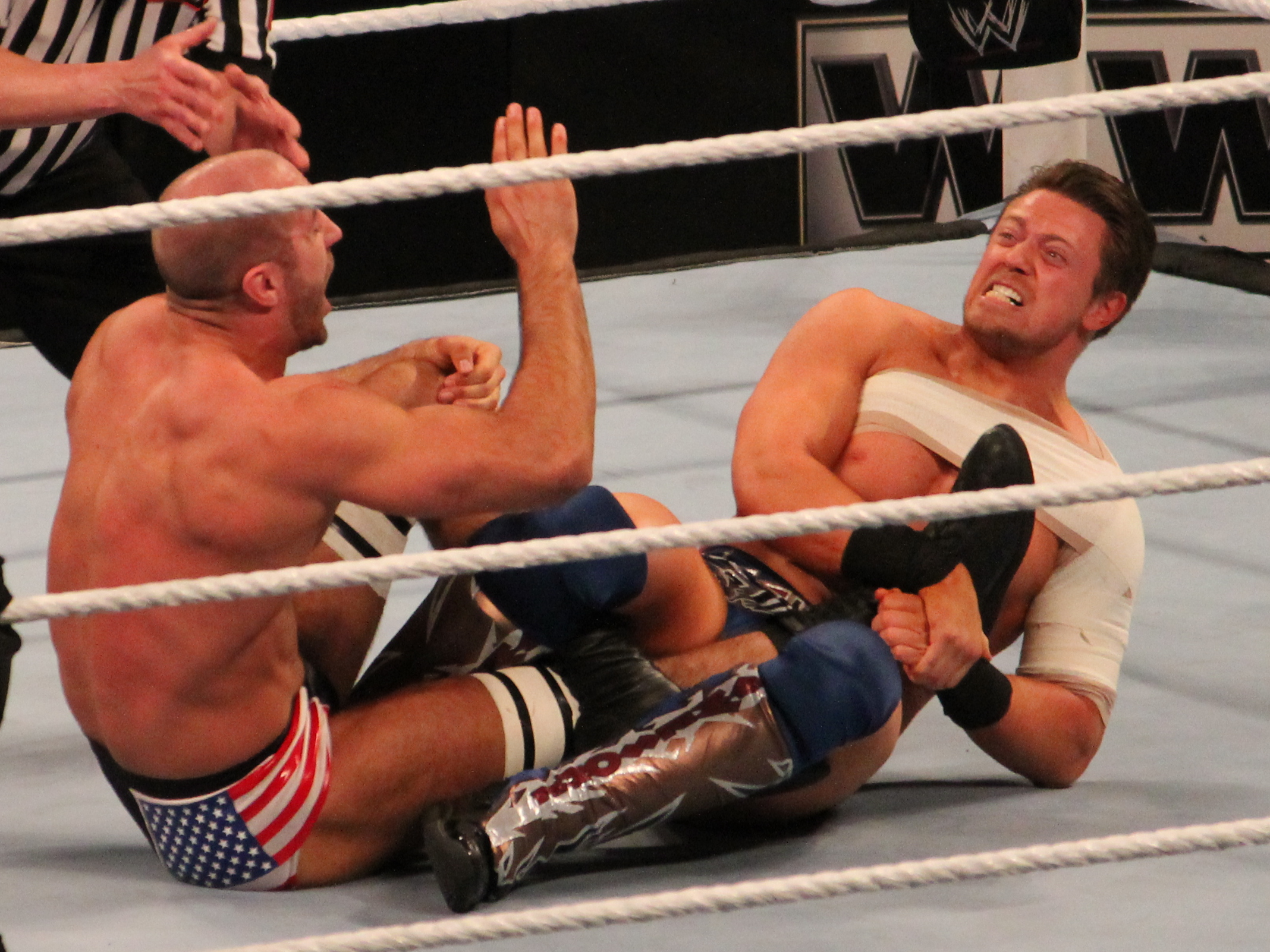
The Miz aplikujący figure-four leglock na Cesaro

- Finishery
  - Figure-four leglock[228] – od 2013; zaadaptowane od Rica Flaira
  - Mizard of Oz (Swinging inverted DDT) – 2005–2007
  - Reality Check (Running knee lift oraz neckbreaker slam) – 2007–2009
  - Skull-Crushing Finale (Full nelson facebuster)[3][5] – od 2009
- Inne ruchy
  - Awesome Clothesline[229] (Running corner clothesline)[230][231][232][233]
  - Big boot[234], czasem na siedzącym przeciwniku
  - Clothesline[234][235]
  - Corner dropkick
  - Discus punch[235]
  - Diving double axe handle[236]
  - Dropkick[231][237], czasem uderzany w kolana przeciwnika[235]
  - Half nelson facebuster[233][238]
  - Flapjack[231][232][239][240]
  - Inverted facelock backbreaker z dodaniem neckbreaker slamu[234][241][242]
  - Powtarzające się shoot kicki w klęczącego przeciwnika, z dodaniem roundhouse kicku – od 2016; parodia ruchu Daniela Bryana[243]
  - Running knee lift[231][233][234][244]
  - Running single leg high knee[245] – od 2016; parodia ruchu Daniela Bryana
  - Slingshot powerbomb[244][246]
  - Snap DDT na klęczącym przeciwniku[244][246]
  - Snapmare driver[247]
  - Springboard bulldog[235] – 2005–2006
- Menedżerowie
  - Alex Riley[235]
  - Ric Flair[235]
  - Roni Jonah[235][248]
  - Damien Mizdow[184]
  - Layla[235]
  - Nikki Bella[235]
  - Kristal Marshall
  - Kelly Kelly[235]
  - Brooke[235]
  - Maryse
- Przydomki
  - „The A-Lister”
  - „The Awesome One”[5]
  - „The Chick Magnet”[5]
  - „The Demon of Desire”[249]
  - „The Grand Mizard of Lust”[5]
  - „The Moneymaker”
  - „The Most Must-See WWE Superstar/WWE Champion of All Time”[250]
  - „The Soldier of Seduction”
  - „Cleveland’s Prodigal Son”
- Motywy muzyczne
  - „Reality” ~ Jim Johnston[251] (2006–2009)
  - „Ain’t No Make Believe” ~ Stonefree Experience[252] (16 listopada 2007 – 13 kwietnia 2009; używany podczas współpracy z Johnem Morrisonem)
  - „Rock Activator” ~ Ben Pringle (używany raz jako Calgary Kid w sierpniu 2009)[253]
  - „I Came to Play” ~ Downstait[254] (od 4 stycznia 2010)
  - „I Came To Crank It Up” ~ Downstait i Brand New Sin (2010; używany podczas współpracy z Big Showem)
  - „The Awesome Truth” ~ Jim Johnston[255] (22 sierpnia 2011 – 21 listopada 2011; używany podczas współpracy z R-Truthem)

## Mistrzostwa i osiągnięcia
- Deep South Wrestling
  - DSW Heavyweight Championship (1 raz)
- Ohio Valley Wrestling
  - OVW Southern Tag Team Championship (1 raz) – z Chrisem Cage’em
- Pro Wrestling Illustrated
  - Najlepszy heel (2011)
  - Największy progres roku (2016)
  - PWI umieściło go na 1. miejscu w top 500 wrestlerów rankingu PWI 500 w 2011[256]
- World Wrestling Entertainment/WWE
  - WWE Championship (2 razy)[257]
  - WWE Intercontinental Championship (8 razy)
  - WWE United States Championship (2 razy)
  - WWE Tag Team Championship (5 razy) – z Johnem Morrisonem (1), Big Showem (1), Johnem Ceną (1), Damienem Mizdowem (1) i Shane’em McMahonem (1)
  - World Tag Team Championship (2 razy) – z Johnem Morrisonem (1) i Big Showem (1)
  - Money in the Bank (2010 – kontrakt na WWE Championship)[258][259]
  - Dwudziesty piąty Triple Crown Champion
  - Piąty Grand Slam Champion (obecny format)
  - Slammy Awards (2 razy)
    - Tag Team of the Year (2008) – z Johnem Morrisonem
    - Best WWE.com Exclusive (2008) „The Dirt-Sheet” – z Johnem Morrisonem
- Wrestling Observer Newsletter
  - Największy progres (2008, 2009)
  - Najlepszy tag team (2008) – z Johnem Morrisonem